# Universidad Central de Venezuela Rugby Club
La Universidad Central de Venezuela Rugby Club es un equipo venezolano de rugby. Está afiliado a la Federación Venezolana de Rugby. Tiene su sede en Caracas. Fue fundado en 1992. La UCV Rugby Club juega sus partidos de local en el Estadio Olímpico de la Universidad Central de Venezuela.
En el Campeonato Venezolano de Clubes de Rugby, la UCV Rugby Club fue subcampeón en las ediciones de 1996, 1997 y 2014.

## Títulos
Fuentes:
Equipo masculino
- Torneo de Rugby Santa Teresa Seven a side (2): 2002, 2011
- Torneo Walter Bishop (2): 1997, 2002

Equipo femenino
- Torneo de Rugby Santa Teresa Seven a side (7): 2001, 2002, 2003, 2005, 2011, 2012, 2015
- Torneo Walter Bishop (4): 2000, 2001, 2002, 2004
- Seven de las Flores (3): 2012, 2013, 2014